# Нове Бжесько (гміна)
Гміна Нове Бжесько (пол. Gmina Nowe Brzesko) — місько-сільська гміна у південній Польщі. Належить до Прошовицького повіту Малопольського воєводства.
Станом на 31 грудня 2011 у гміні проживало 5817 осіб.

## Площа
Згідно з даними за 2007 рік площа гміни становила 54.53 км², у тому числі:
- орні землі: 88.00%
- ліси: 0.00%

Таким чином, площа гміни становить 13.15% площі повіту.

## Населення
Станом на 31 грудня 2011:
| Опис     | Загалом | Загалом | Чоловіки | Чоловіки | Жінки | Жінки |
| -------- | ------- | ------- | -------- | -------- | ----- | ----- |
| одиниця  | осіб    | %       | осіб     | %        | осіб  | %     |
| все      | 5817    | 100     | 2886     | 49.61    | 2931  | 50.39 |
| міське   | 1669    | 100     | 828      | 49.61    | 841   | 50.39 |
| сільське | 4148    | 100     | 2058     | 49.61    | 2090  | 50.39 |

## Сусідні гміни
Гміна Нове Бжесько межує з такими гмінами: Дрвіня, Іґоломія-Вавженьчице, Кошице, Прошовіце.